# Nicolò Donato
Nicolò Donato, död 1618, var en venetiansk doge. Han var regerande doge av Venedig 1618–1618.